# 3915 Fukushima
A 3915 Fukushima (ideiglenes jelöléssel 1988 PA1) a Naprendszer kisbolygóövében található aszteroida. Janai Maszajuki és Vatanabe Kazuró fedezte fel 1988. augusztus 15-én.